# DogsBite.org
DogsBite.org — американский сайт, публикующий отчеты и собирающий статистику смертельных случаев, связанных с укусами собак, на всей территории США, свидетельские показания жертв. Также составляется обзор законодательства США о конкретных породах и защищает жертв укусов собак, продвигается законодательное регулирование конкретных пород как средство уменьшения серьезных нападений собак. Некоммерческая организация, связанная с сайтом, предоставляет статистические данные и информацию новостным организациям, а также подает заявки на участие в судебных процессах, связанных с законодательством о конкретных породах. Защитники питбулей критиковали организацию и обвиняли ее в публикации вводящей в заблуждение или неточной информации.

## История и деятельность
После ранения питбулем во время пробежки 17 июня 2007 года основательница сайта Коллин Линн стала исследовать укусы и нападения собак, а затем анонимно запустила Dogsbite.org в октябре 2007 года. Вскоре после этого была раскрыта личность Линн, и она подверглась преследованиям, в том числе угрозам подать на нее в суд.
DogsBite.org документирует и публикует отчеты о смертельных случаях, связанных с укусами собак, из сообщений СМИ. Организация отслеживает различные факторы для каждого инцидента нападения, включая информацию о том, что атакующая собака находится в приюте или на передержке. DogsBite.org стал amicus curiae (лицом, оказывающим содействие суду) по делу «Трейси против Солески» (Tracey v. Solesky, 2012), а в феврале 2013 года Колин Линн выступила в Судебно-процессуальном комитете Сената Мэриленда против законопроекта Сената 247.
На сайте DogsBite.org утверждается, что «генетика виновата в том, что питбули наносят жертвам своих нападений необратимые и обезображивающие травмы», и DogsBite.org выступает за законодательное регулирование конкретных пород собак, основанное на генетической основе. Позиция DogsBite в отношении законодательства по конкретным породам собак заключается в том, что оно эффективно предотвращает нападения собак и связанные с ними травмы, а сокращение популяции регулируемых пород по мнению сайта снижает общее количество случаев укусов собак. Сайт выступает за введение регулирование конкретных пород собак на уровне штатов во всех 50 штатах США. На сайте представлена информация о правилах содержания питбулей в военных корпусах и более чем в 900 городах. Линн говорит, что поддерживает законодательство, регулирующее разведение питбулей, не только из-за причиненных ими смертельных случаев, но из-за характера травм и серьезности нападений питбулей, а также заявляет, что, хотя питбули составляют меньшинство среди собак, они несут ответственность за 64 % смертей от нападений собак в 2014 году в США. Тем не менее, Американская ветеринарная медицинская ассоциация и некоторые другие организации выступают против законодательного регулирования конкретных пород собак.
В своей книге «Питбуль: битва за американскую икону» автор Бронвен Дики пишет, что DogsBite.org обвиняет несколько организаций в том, что они «кооптированы лобби питбуля, теневой кликой, которую сторонники сайта полагают финансируемой за счет организаторов собачьих боев» В интервью изданию Psychology Today Дики говорит: «Основательница сайта также презирает людей, занимающихся соответствующими науками, включая сотрудников AVMA, CDC, Общества изучения поведения животных и т. п. „продажных ученых“ — одного этого достаточно, чтобы дискредитировать ее заявления».
В статье в Журнале Американской ветеринарной медицинской ассоциации (Journal of the American Veterinary Medical Association) Р. Скотт Нолен заявляет, что «утверждение DogsBite.org о том, что собаки типа питбулей несут ответственность за 65 процентов смертей в течение этого 12-летнего периода (2005—2016), оспаривается как неточное и вводящее в заблуждение. Американское ветеринарное общество изучения поведения животных (The American Veterinary Society of Animal Behavior), в частности, заявляет, что точное определение породы собаки затруднено даже для профессионалов, а визуальное распознавание, как известно, не всегда надежно».
Radio Canada обвинило DogsBite.org в критике научных экспертов и в использовании выражения «продажный ученый» (science whore). Коллин Линн, основательница сайта, ответила, что «это выражение исходит не от нее и что оно использовалось только три раза с момента создания сайта в 2007 году». Radio Canada также раскритиковало DogsBite.org за то, что в число смертей от нападений питбулей засчитывается смерть человека, умершего в 2007 году от атеросклероза и проблем с алкоголем через четыре месяца после того, как он был серьезно ранен питбулями.